# Црква Светог Михаила код Стона
Црква Светог Михаила код Стона је древна црква, која се налази на подручју средњовековног града Стона, на полуострву Пељешцу у данашњој Хрватској. Сматра се задужбином српског краља Михаила Војислављевића из друге половине 11. века, а истом владару се приписује и позната ктиторска фреска из овог храма. Постоје и другачија тумачења, која тим поводима указују и на Михаиловог оца, кнеза Стефана Војислава. Претпоставља се да је црква подигнута или обновљена на месту старије црквене грађевине, која је могла бити седиште захумског епископа већ у 9. или 10. веку. Спада у ред цркава са продуженом основом, а конципирана је као једнобродна црква, са куполом. Најзначајнији је споменик те врсте на средњовековном српском приморју.

## Историја
Иако је црква несумњиво настала током захумског периода историје Стона, у науци не постоји сагласност поводом хронологије њеног заснивања или обнављања. Тим поводом су изношене резличите претпоставке, које се крећу у широком временском распону, а фокусиране су првенствено на период од 9. до 11. века. Иако је претпоставка о краљу Михаилу Војислављевићу као ктитору шире прихваћена, поједини истраживачи су указали и на неке другачије могућности за датовање стонског храма. Тим поводом је указивано на 10. век, односно на време истоименог хумског кнеза Михаила Вишевића, који је столовао управо у Стону. На такво датовање стонског храма указивао је српски археолог Ђорђе Јанковић, а сличне закључке је касније формулисала и хрватска историчарка уметности Ивана Томас, која је поводом чувене ктиторске фреске из те цркве указала на могућност да на фресци није приказан краљ Михаило, већ његов отац Стефан Војислав.

## Архитектура
Црква је малих димензија са дужином од око 6 метара и ширином од око 4 метра, али има значајну висину од око 7,4 метра.
Фрескопис припада ранороманичком сликарству и сличан фрескопису који се може наћи у бенедиктанским манастирима, али и са француским фрескама из XII и 13. века. Српски историчар уметности Светозар Радојчић је у фрескопису уочио тематску сличност са деловима „Летописа Попа Дукљанина”, нарочито са делом о животу Јована Владимира (око 991—1016). Најзначајнија фреска у цркви је свакако ктиторска композиција на којој је приказан сам краљ Михаило са моделом цркве и краљевским венцем западног типа, што иде у прилог тези да је потврду краљевског достојанства добио од папе Гргура VII (1073—1085). Поред фрескописа, цркву је красила и богата камена орнаментика, која се данас налази у стонском лапидаријуму.

## Ктиторски портрет краља Михаила у Стону
Ктиторски портрет краља Михаила представља једини сачувани портрет српских владара из преднемањићке епохе, а сматра се да је настао око 1080. године. Према свом стилу, она представља нашу, далматинску, рустичну интерпретацију ранороманске италске уметности.
Смештен је у малој ниши, која се налази лево од ранијег улаза у цркву, а изнад ње се налазила још једна фреска, која је данас само делимично сачувана. На њој је био приказан неко од Апостола или можда чак сам Христос, пред киме се налази клечећа фигура, са рукама које су прекрштене преко груди. На основу сличних композиција из јерменске уметности, претпоставља се да је и на овој фресци био приказан ктитор цркве.
Михаилова фигура је окренута налево и са обе руке држи, доста високо, модел цркве који пружа ка светом Михаилу, чија се фреска засигурно налазила насупрот краља, на северном делу западног зида цркве, поред некадашњег улаза. Сам модел цркве се налази готово у висини краљевог лица, коме је окренута олтарска апсида модела цркве, док је њена фасада са порталом усмерена ка свецу заштитнику. Краљев, јасно наглашен, кукасти нос је насликан из профила, за разлику од главе, чије су ¾ окренуте ка посматрачу.
Позадина фреске је подељена у три зоне неједнаких ширина, при чему је средња, плаве, а спољне, зелене боје. Као основна нијанса људског тела, употребљена је отворено смеђа тј. окер боја, док су контуре извучене црносмеђом бојом, а на појединим местима су и ојачане потезима рађеним зеленом и белом. Зелена боја је коришћена и на другим местима и то у великој мери, тако да су јагодице и сенке испод очију краљевог лица приказане њом. Ова повећана употреба зелене боје тумачи се као наивно подражавање византијског импресионизма.
Михаилово лице на фресци је издужено, са великим очима, изнад којих су наглашене обрве, док је на челу насликана дубоко урезана хоризонтална бора. Његов нос је дуг, кукастог облика, а испод њега се налазе мала уста. Коса му је дужа и допире до потиљка, а проседа је, попут његове браде. На глави носи краљевски венац западног типа, који се среће широм средњовековне Европе. Сам венац је цилиндричног облика, тамноцрвене боје. Горња страна је равна и на њој се, као украси, налазе три мала крста, док се на њеној доњој страни налазе два мала штита, по један иза сваког увета.
Краљ је обучен у доста кратку тунику, плавичасте боје. Преко ње има тамноцрвени плашт који је кариран косим смеђим линијама, између којих се налазе крстићи плаве боје. На ногама има црно кариране чарапе црвене боје и ципеле, које су такође црвене.

## Трокрсни латински натпис из Стона
Трокрсни латински натпис из Стона, који је откривен 1953. године, такође се доводи у везу са овим храмом, иако постоје и другачија мишљења о његовој првобитној локацији и намени. Поједини истраживачи сматрају да се ради о ктиторском натпису краља Михаила Војислављевића из друге половине 11. века, али тим поводом постоје и нека знатно другачија тумачења.